# (24899) Доминиона
(24899) Доминиона (лат. Dominiona) — астероид главного пояса, который был открыт 14 января 1997 года канадским астрономом G. C. L. Aikman в обсерватории NRC-DAO и назван в честь доминиона под названием Канада, созданного в 1 июля 1867 года в результате объединения трёх колоний — Соединённой Канады, Новой Шотландии и Нью-Брансуика.

Орбита астероида Доминиона и его положение в Солнечной системе